# Vortiporio

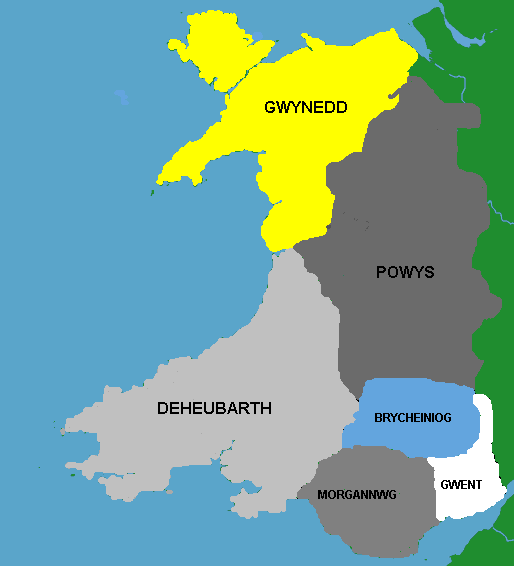
Mappa dei regni medievali del Galles.

Vortiporio (Guortepir in antico gallese, Gwrthefyr in medio gallese, Vortiporius in latino; 475 circa – 540) è stato sovrano sul Dyfed, regno altomedievale del Galles che approssimativamente corrisponde all'odierno Pembrokeshire.
Nell'Historia Regum Britanniae di Goffredo di Monmouth Vortiporio compare come sovrano dei Britanni (539–540), ma è noto che la veridicità della lista di re britannici fornita da Goffredo è molto discutibile.
Era figlio di re Aergol Lawhir. Viene definito "tiranno dei demezi" nel De Excidio Britanniae di Gildas. Sotto di lui il regno fu apparentemente tartassato dalle invasioni del potente Maelgwn, sovrano di un altro regno gallese, il Gwynedd.
La pietra tombale di Gwrthefyr, scoperta a Castell Dwyran, nel Carmarthenshire, ha fornito una prova tangibile dell'effettiva storicità della sua figura. L'iscrizione sulla lapide recita: «Memoria Voteporigis Protictoris» («Alla memoria di Voteporio Protettore»). Si vede, quindi, che egli utilizzava il titolo romano di protector, invece di quello di re. Ciò ha rafforzato l'idea che i suoi antenati irlandesi fossero giunti come mercenari che avevano il compito di proteggere l'area dagli attacchi degli iberni.